# Basseris
Les Basseris (persan : باصری (Bāseri)) sont une tribu d'Iran méridional appartenant à la confédération  Khamseh. Ils vivent principalement dans la province du Fars en Iran. Ils parlent un dialecte du persan. Les Basseri sont originellement des nomades pratiquant le pastoralisme.
La route de transhumance qu’ils pratiquaient traditionnellement les emmenait chaque année des hauts pâturages d’été du nord de Chiraz à ceux d’hiver, moins élevés (et au climat plus doux), près du Golfe Persique.